# Томчин
Томчин (пол. Tomczyn) — село в Польщі, у гміні Ґрабув-над-Пилицею Козеницького повіту Мазовецького воєводства.
Населення — 50 осіб (2011).
У 1975-1998 роках село належало до Радомського воєводства.

## Демографія
Демографічна структура станом на 31 березня 2011 року:
|          | Загалом | Допрацездатний вік | Працездатний вік | Постпрацездатний вік |
| -------- | ------- | ------------------ | ---------------- | -------------------- |
| Чоловіки | 27      | 7                  | 17               | 3                    |
| Жінки    | 23      | 5                  | 12               | 6                    |
| Разом    | 50      | 12                 | 29               | 9                    |